# Becky Hammon
Rebecca Lynn "Becky" Hammon (Rapid City, Dakota do Sul, 11 de março de 1977) é uma ex-jogadora de basquete nascida nos Estados Unidos. Naturalizada russa após anos jogando por equipes de Moscou e Oremburgo e sem oportunidade na seleção norte-americana, ganhou a medalha de bronze nos Jogos Olímpicos de Verão de 2008 com a Rússia. Atualmente é técnica do Las Vegas Aces da WNBA.
Ainda na época universitária, onde jogava pela Universidade do Estado do Colorado, Becky ganhou o Prêmio "Frances Pomeroy Naismith Award", em 1998.
Jogou boa parte da sua carreira como profissional no San Antonio Silver Stars da WNBA, que aposentaram sua camisa de número 25 em 2016. Em meados de 2014, Hammon foi nomeada auxiliar técnica do time masculino de basquete da cidade, os Spurs.
Fez sua estreia como técnica na NBA de uma maneira inesperada, contra o Los Angeles Lakers, no dia 30 de dezembro de 2020, após a expulsão de Gregg Popovich no segundo quarto. Foi derrotada por 121 a 107.
Em 2021, foi contratada como técnica do Las Vegas Aces, levando o time ao bicampeonato da WNBA em 2022 e 2023.
Em 2023, foi introduzida no Basketball Hall of Fame.

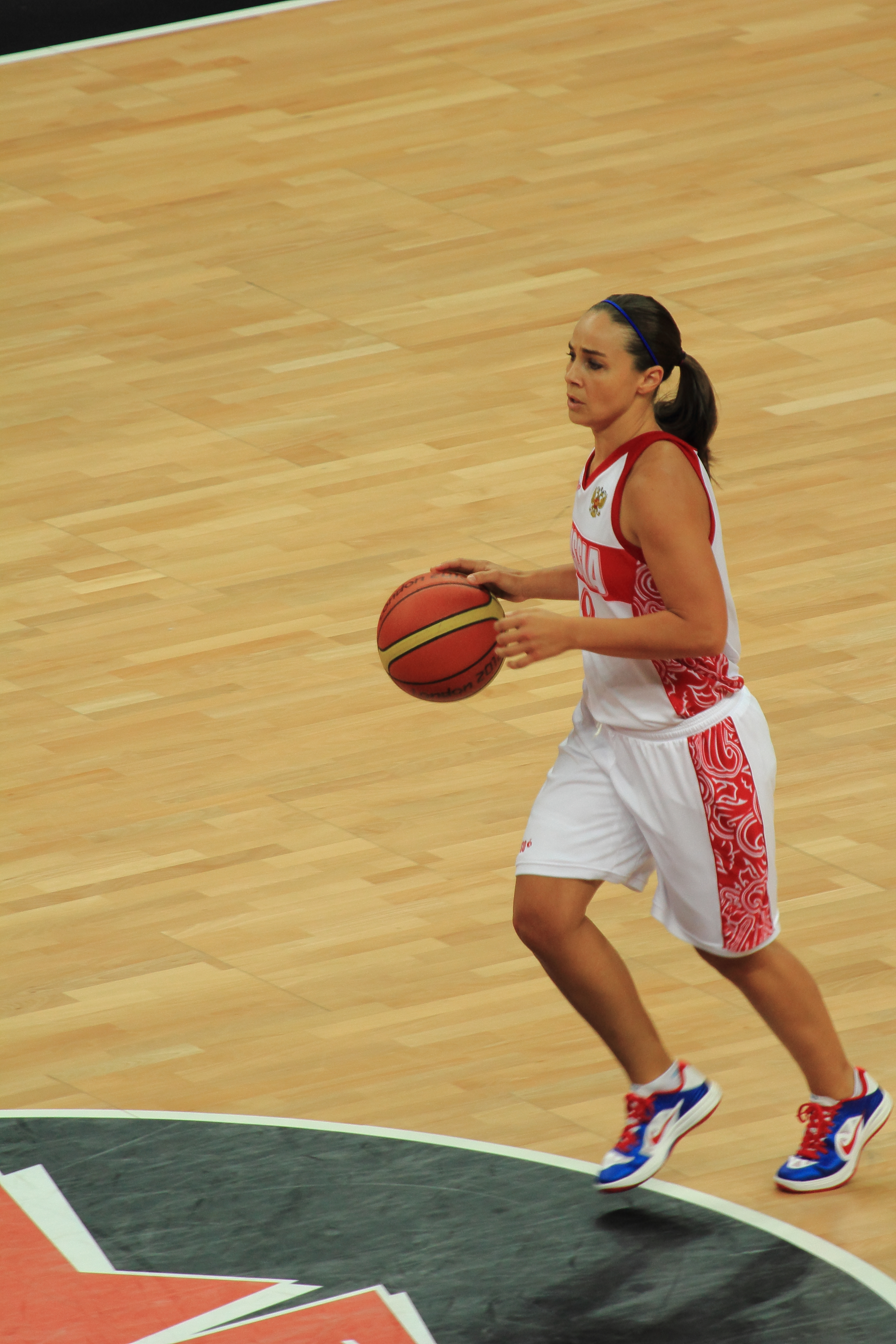
Becky Hammon no Jogos Olímpicos de Verão de 2012.